# Locomotiva FS 895
La locomotiva a vapore Gruppo 895 era una locotender progettata dalle Ferrovie dello Stato per il servizio merci sulle linee secondarie del nodo di Salerno e per il servizio di manovra pesante nei grandi scali ferroviari.

## Storia
Le locomotive del gruppo 895 nacquero dall'esigenza di aumentare il tonnellaggio dei treni merci trainati dalle locomotive sulle linee interne dal profilo altimetrico difficile del nodo di Salerno. Il loro impiego venne esteso alle lunghe tirate di carri in manovra nei grandi scali di smistamento o alle tradotte di impianti con forti pendenze come la Ferrovia Marmifera Privata di Carrara. Tra il 1908 e il 1915 ne vennero prodotte ed immesse in servizio ben 107 in due serie con lievi differenze.

## Caratteristiche tecniche
Le locomotive 895, nel loro schema costruttivo tenevano presenti le caratteristiche e le soluzioni necessarie al traino di lunghe composizioni in salita o in manovra. A tale scopo venne adottato un rodiggio a 4 assi accoppiati, (D), e ruote di piccolo diametro. La loro velocità massima pertanto era limitata a 40 km/h ma la potenza massima di 510 CV veniva sviluppata alla velocità prossima ai 30 km/h.
Erano delle macchine a 2 cilindri esterni di grande diametro, a vapore saturo e a semplice espansione. Il forno aveva una buona superficie di griglia e la caldaia, a 12 bar, aveva una buona produzione oraria di vapore.
Vennero costruite in due serie di 107 unità complessive.

## Esemplari conservati
- Locomotiva 895.014 conservata non marciante presso il parco Città della Domenica a Perugia.
- Locomotiva 895.024 ex Ferrovia Marmifera Privata di Carrara poi immatricolata come FMC nº 05, conservata assieme a dei carri merci carichi di blocchi di marmo presso lo spazio aperto di un negozio di souvenir nei pressi del ponte in ferro in via Carriona di Colonnata a Carrara.
- Locomotiva 895.159 restaurata esteticamente, presso il Museo Ferroviario Piemontese di Savigliano;

## Deposito locomotive di assegnazione
- Deposito Locomotive di Salerno
- Deposito Locomotive di Carrara San Martino
- Deposito Locomotive di Milano Smistamento

### Fonti a stampa
- Ferrovie dello Stato. Servizio centrale X Trazione e materiale. Ufficio studi e collaudi, Tipi del materiale rotabile in costruzione nel 1905-1906, Firenze, Ferrovie dello Stato, 1906, tav. 17. Rist. anast.: Cento, La vaporiera, 2008.
- Ferrovie dello Stato. Direzione generale. Servizio Trazione, Album dei tipi delle locomotive ed automotrici, Firenze, Ferrovie dello Stato, 1915, tav. 157 e 158. Rist. anast.: Colleferro, Editrice di storia dei trasporti, 1979; Ponte San Nicolò, Duegi, 2005.
- Ferrovie dello Stato. Direzione generale. Servizio Materiale e Trazione, Album dei tipi delle locomotive ed automotrici. Aggiornato al 31 dicembre 1922, Appendice II, Firenze, Ferrovie dello Stato, 1923, prospetti 124 e 125. Rist. anast.: Colleferro, Editrice di storia dei trasporti, 1979; Ponte San Nicolò, Duegi, 2005.
- Pietro Accomazzi, Nozioni elementari sulla locomotiva delle strade ferrate, 7ª ed. riveduta ed ampliata sulle precedenti dall'ing. Ercole Garneri delle Ferrovie dello Stato, Torino-Genova, Lattes, 1923. Rist. anast.: Parma, Albertelli, 1986.
- Carlo Abate, La locomotiva a vapore, Milano, Hoepli, 1924.
- Ministero delle Comunicazioni. Ferrovie dello Stato. Scuole Aiuto macchinisti, Nozioni di cultura professionale, vol. 2, parte 1, La locomotiva a vapore, Firenze, Soc. an. stab. tipografico già G. Civelli, 1940.
- Guido Corbellini, Il cinquantenario delle Ferrovie dello Stato, in 1905-1955. Il Cinquantenario delle Ferrovie dello Stato, in Ingegneria Ferroviaria, 9 (1955), n. 5-6, pp. 333-528. Ristampe in volume: Roma, Collegio Ingegneri Ferroviari Italiani, 1955; Roma, Collegio Ingegneri Ferroviari Italiani-Ponte San Nicolò, Duegi, 2005, ISBN 88-900979-0-6.
- Manlio Diegoli, La trazione a vapore, in Ingegneria Ferroviaria, 16 (1961), n. 7-8, pp. 671-680, ISSN 0020-0956 (WC · ACNP).
- Giuseppe Vicuna, Organizzazione e tecnica ferroviaria, Roma, Collegio Ingegneri Ferroviari Italiani, 1968, pp. 348, 350.
- Ministero dei Trasporti e dell'Aviazione Civile. Ferrovie dello Stato, Prefazione Generale all'Orario di Servizio. Edizione 1963, ristampa 1970 aggiornata con O.S. nº 1/1965 – 14/1965 – 18/1965 – 26/1967 – 56/1967 – 87/1967 – 17/1968 - 34/1968 – 35/1968 - 43/1969 – 51/1969 – 65/1969 – 109/1969 – 16/1970 – 24/1970 – 38/1970, Roma, Ferrovie dello Stato, 1970.
- Ferrovie dello Stato. Divisione autonoma Relazioni Aziendali, Museo Nazionale Ferroviario di Napoli Pietrarsa. Riuso musealistico delle antiche officine borboniche, Roma, Ferrovie dello Stato, 1982, pp. 62–63.

### Storiografia e complementi
- Alcide Damen, Valerio Naglieri, Plinio Pirani, Treni di tutto il mondo. Italia. Locomotive a vapore, Parma, Ermanno Albertelli, 1971, pp. 75-76.
- Domenico Molino, Le locomotive che diventarono da manovra, in Italmodel Ferrovie, 27 (1975), n. 179, pp. 21-25.
- Luciano Greggio, Le locomotive a vapore. Modelli di tutto il Mondo dalle origini ad oggi con dati tecnici, Milano, Mondadori, 1977, pp. 138, 240-241.
- Italo Briano, Storia delle ferrovie in Italia, vol. 2°. La tecnica 1, Milano, Cavallotti, 1977, pp. 96-97, 104, 138, 181.
- Peter Michael Kalla-Bishop, Italian State Railways steam locomotives, Abingdon, R. Tourret, 1986, ISBN 0-905878-03-5, pp. 86–87.
- Angelo Nascimbene, Aldo Riccardi, FS anni '50, prima parte Trazione a vapore e Diesel, Albignasego, Duegi, 1995, ISSN 1124-4232 (WC · ACNP).
- Giovanni Cornolò, Locomotive a vapore FS, Parma, Ermanno Albertelli, 2ª ed., 1998, ISBN 88-85909-91-4, pp. 489-491.
- Giancarlo Piro, Giuseppe Vicuna, Il materiale rotabile motore, Roma, Collegio Ingegneri Ferroviari Italiani, 2000, pp. 25-31.
- Aldo Riccardi, Locomotive FS a combustione mista, in Tutto treno, 15 (2004), n. 176, pp. 16–21, ISSN 1124-4232 (WC · ACNP).
- Aldo Riccardi, Il crepuscolo degli dei, in Ferrovie italiane anni Sessanta, Albignasego, Duegi, 2000, pp. 22–34, ISSN 1124-4232 (WC · ACNP).
- Angelo Nascimbene, Aldo Riccardi, 1905-2005. Cento anni di locomotive a vapore delle Ferrovie dello Stato, Albignasego, Duegi, 2005, ISSN 1124-4232 (WC · ACNP).
- Aldo Riccardi, Le eclettiche Gruppo 851, in Tutto treno, 21 (2008), n. 217, pp. 26–39, ISSN 1124-4232 (WC · ACNP).
- Augusto Carpignano, La locomotiva a vapore. Viaggio tra tecnica e condotta di un mezzo di ieri, Savigliano, L'artistica editrice, 2008, ISBN 978-88-7320-191-5.
- Paolo Marini, Locomotive a vapore oggi, in I Treni, 34 (2013), n. 365, inserto centrale, pp. 1-8.